# Wereldkampioenschappen thaiboksen 2022
De IFMA Muaythai Wereldkampioenschappen 2022 vonden plaats van 26 mei tot 4 juni 2022 in het Abu Dhabi National Exhibition Centre (ADNEC) in Abu Dhabi, Verenigde Arabische Emiraten.
Dit evenement bracht 's werelds beste Muaythai-atleten samen in de categorieën Onder 23 en Elite. Het kampioenschap diende ook als het eerste kwalificatie-evenement voor de World Combat Games 2023 in Riyad, waarbij gouden medaillewinnaars zich direct kwalificeerden en andere finalisten waardevolle kwalificatiepunten verzamelden. 